# Giovanni Raulo Petralife
Giovanni Comneno Raulo Ducas Angelo Petralife (in greco Ἱωάννης Κομνηνός Ῥαούλ Δούκας Ἄγγελος Πετραλίφας?; ... – 1274 circa) è stato un nobile e militare bizantino comandante durante il regno dell'imperatore Michele VIII Paleologo (r. 1259-1282).

## Biografia
Giovanni Raulo Petralife era il figlio maggiore di Alessio Raulo e di una nipote dal nome sconosciuto dell'imperatore di Nicea Giovanni III Vatatze (r. 1221-1254). Aveva altri tre fratelli, di cui due sono noti per nome, i Pinkernēs Manuele e Isacco. I Rauli, come tutte le famiglie dell'aristocrazia tradizionale, soffrirono sotto Teodoro II Lascaris (1254-1258), che cercò di ridurre il potere e l'influenza della nobiltà. Lascaris favorì invece gli uomini di umili origini, primi fra tutti i fratelli Muzalon. Una delle sorelle di Giovanni si sposò con il protetto dell'imperatore, Giorgio Muzalon, mentre Giovanni e i suoi fratelli furono imprigionati (la data esatta non è chiara). Di conseguenza, la famiglia sostenne attivamente l'assassinio dei fratelli Muzalon nel 1258, dopo la morte di Teodoro II. Dopo la successiva usurpazione di Michele VIII Paleologo (r. 1259-1282), furono ricompensati con alte cariche statali: in seguito ai suoi successi militari negli anni successivi, Giovanni fu nominato protovestiario, acquisendo il titolo che era di Giorgio Mouzalon. Nel 1259, Michele inviò Giovanni insieme a Giovanni Paleologo e Alessio Strategopoulo in una campagna contro l'alleanza epirota-achea in Macedonia, che si concluse con la decisiva vittoria nicena nella battaglia di Pelagonia. Dopo la vittoria, Strategopoulo e Raulo marciarono in Epiro, conquistando Arta e assediando Giannina. I loro successi, tuttavia, furono rapidamente vanificati da Giovanni I Ducas, figlio bastardo del sovrano epirota. Di lui non si sa altro, se non che morì nel 1274 circa.

## Matrimonio e discendenza
Nel 1261, Giovanni sposò Teodora Paleologa Cantacuzena, nipote di Michele VIII e vedova di Giorgio Muzalon. Con lei ebbe almeno due figlie, Irene e Anna. Irene sposò il porphyrogennētos Costantino Paleologo, terzo figlio di Michele VIII.